# L'Évangile de Nietzsche
Pour les articles homonymes, voir Nietzsche (homonymie).
L’Évangile de Nietzsche est un essai de Philippe Sollers, fruit des entretiens qu'il a eu avec le journaliste Vincent Roy, animateur de la revue Poésie.
Cet essai, somme d'un travail mené sur cinq années, s'organise autour de sujets aussi divers que Mozart, l’existence du poète, la ville de Venise où Sollers réside une partie de l'année, la poésie et « le surgissement du temps », mais ont pour point commun le philosophe Friedrich Nietzsche, toujours aussi important dans la pensée de l'auteur. Comme le précise la présentation, « ces entretiens apparaissent comme le prolongement naturel du dernier roman de Philippe Sollers Une vie divine dont le personnage principal est Nietzsche ».

## Édition
- L’Évangile de Nietzsche, éditions Le Cherche midi, collection Styles, 105 pages, 26 juin 2006, 128 pages,  (ISBN 2-74910-825-X)